# 矢作公一
矢作 公一（やはぎ こういち、1966年12月29日 - ）は、埼玉県さいたま市出身の元プロ野球選手、スポーツライター。

## 来歴・人物
医者の息子として生まれ、跡継ぎとして期待されたが野球の道に進む。立教高校（現・立教新座高校）から、立教大学へ進学。立教大では、高校時代から1年先輩の長嶋一茂とクリーンナップを組んだこともあった。東京六大学リーグ通算83試合に出場し、245打数71安打、打率.290、17本塁打（当時歴代6位、現歴代10位タイ、立教大学の選手としては当時歴代1位）、38打点。ベストナイン2回。第16回日米大学野球選手権大会オールジャパンのメンバー。
1988年のドラフト会議で、大学の先輩である大沢啓二が常務であった日本ハムファイターズから6位指名され入団。守備、走塁にかなり難があり、打撃のみに期待がかかった。（「ハムの原料として入団」と伊集院光がよくネタにする。またドラフト指名時のインタビューも、自身の名前に使われている漢字の「公」が、カタカナの「ハ」、「ム」を縦に書いた形に似ていることから、「ハムが合っていると思います」と発言したり、「ハム大好きなんですよ」と言いながら日本ハムの商品に齧り付いたりするものだった。）
1992年の現役引退後に、埼玉県川口市にお好み焼き屋「ピンチヒッター」を開いた（2005年閉店）。またスポーツライターとして、1990年代に週刊ベースボールでイースタン・リーグのリポート記事を担当していた。
その後は父の会社を継ぎ、少年野球クラブチームのコーチや高校野球の指導、自ら設立した「Y.S.B野球塾」を通じて子供への指導を行っている。中日ドラゴンズの上林誠知は教え子。
2014年1月20日、学生野球資格を回復（第1回研修認定者）。この年より埼玉県の山村学園の臨時コーチに就任した。
オートレースの熱烈なファンであり、2017年5月より、チャリロト公式サイトにおいてオートレースの予想コラムを寄稿している。

## 詳細情報

### 年度別打撃成績
| 年 度     | 球 団     | 試 合 | 打 席 | 打 数 | 得 点 | 安 打 | 二 塁 打 | 三 塁 打 | 本 塁 打 | 塁 打 | 打 点 | 盗 塁 | 盗 塁 死 | 犠 打 | 犠 飛 | 四 球 | 敬 遠 | 死 球 | 三 振 | 併 殺 打 | 打 率 | 出 塁 率 | 長 打 率 | O P S |
| --------- | --------- | ----- | ----- | ----- | ----- | ----- | -------- | -------- | -------- | ----- | ----- | ----- | -------- | ----- | ----- | ----- | ----- | ----- | ----- | -------- | ----- | -------- | -------- | ----- |
| 1989      | 日本ハム  | 10    | 10    | 9     | 0     | 2     | 0        | 0        | 0        | 2     | 1     | 0     | 0        | 0     | 0     | 1     | 0     | 0     | 4     | 0        | .222  | .300     | .222     | .522  |
| 1990      | 日本ハム  | 14    | 19    | 19    | 0     | 3     | 0        | 0        | 0        | 3     | 3     | 0     | 0        | 0     | 0     | 0     | 0     | 0     | 7     | 0        | .158  | .158     | .158     | .316  |
| 1991      | 日本ハム  | 9     | 9     | 8     | 0     | 1     | 0        | 0        | 0        | 1     | 3     | 0     | 0        | 0     | 0     | 1     | 0     | 0     | 5     | 0        | .125  | .222     | .125     | .347  |
| 通算：3年 | 通算：3年 | 33    | 38    | 36    | 0     | 6     | 0        | 0        | 0        | 6     | 7     | 0     | 0        | 0     | 0     | 2     | 0     | 0     | 16    | 0        | .167  | .211     | .167     | .377  |

### 記録
- 初出場：1989年7月29日、対近鉄バファローズ16回戦（藤井寺球場）、8回表に田中幸雄の代打として出場
- 初打席・初安打：同上、8回表に佐々木修から
- 初打点：1989年8月10日、対オリックス・ブレーブス19回戦（西宮球場）、8回表に二村忠美の代打で出場、山内嘉弘から
- 初先発出場：1990年7月3日、対ロッテオリオンズ12回戦（東京ドーム）、6番・指名打者として先発出場

### 背番号
- 33 （1989年 - 1992年）

## エピソード
- 炎のチャレンジャーの「回転寿司30皿制限時間内に食べたら100万円」に、一般参加者として挑戦したものの達成ならなかった(100万円の使い道は「日本ハムの優勝旅行についていく」だった。)。